# Frieda von Bodelschwingh
Frieda von Bodelschwingh (* 20. Februar 1874 in Bethel; † 28. Mai 1958 ebenda) organisierte die Reisen ihres Vaters Friedrich von Bodelschwingh. Sie lebte und arbeitete in den von Bodelschwinghschen Stiftungen Bethel, wo sie sich u. a. um die Pflege Behinderter und Kranker kümmerte sowie auch um wolgadeutsche Waisenkinder.

## Herkunft
Frieda von Bodelschwingh wurde am 20. Februar 1874 als Tochter von Friedrich von Bodelschwingh dem Älteren und dessen Frau Ida von Bodelschwingh in Bethel bei Bielefeld geboren, wohin die Familie am 25. Januar 1872 gezogen war. Ihre Eltern entstammten beide dem westfälischen Adelsgeschlecht Bodelschwingh; ihr Vater Friedrich von Bodelschwingh der Ältere war Pastor und Leiter der Stiftungen Bethel, einer „Heil- und Pflegeanstalt für Epileptiker“ und eines Diakonissenmutterhauses, die er 1872 übernommen hatte und in der Folge ausbaute. Sie hatte drei Brüder, Wilhelm, Gustav und Friedrich (Fritz), die später ebenfalls alle Theologen wurden. Vier ältere Geschwister waren bereits vor ihrer Geburt an einer ansteckenden Infektion mit Keuchhusten und Lungenentzündung gestorben.

## Kindheit und Jugend
Als einzige Tochter musste Frieda von Bodelschwingh sich von klein auf gegen ihre drei Brüder behaupten. Noch in höherem Alter hing ein Wandteller in ihrem Zimmer, den ihr ihre Brüder geschenkt hatten und der eine fauchende Katze zeigte, die von drei Hunden in die Ecke gedrängt wird. Sie erhielt an der Bielefelder Cecilienschule eine höhere Mädchenbildung. Nachdem die Mutter im Jahr 1894 gestorben war, musste sie ihrem Vater den Haushalt führen und ihn auf seinen Reisen begleiten. Dieser verließ sich bei der praktischen Organisation und Planung dabei voll und ganz auf seine Tochter.
Frieda von Bodelschwingh machte einen Kurs als freie Hilfsschwester im Mutterhaus Sarepta und arbeitete 1894 vorübergehend in der Diakonissenanstalt „Friedenshort“ in Miechowitz/Oberschlesien bei Schwester Eva von Tiele-Winckler. In die Schwesternschaft Sareptas konnte sie nicht eintreten, da sie als Tochter ihres berühmten Vaters nicht vollkommen hätte gleichgestellt werden können. Auf Rat ihres Bruders Wilhelm wurde Frieda von Bodelschwingh deshalb Johanniterschwester und arbeitete in der Krankenpflege. Im Ersten Weltkrieg pflegte sie Verwundete.

## Leben

### Tätigkeit in Bethel
Nach dem Tod ihres Vaters 1910 übernahm sie 1914 die Leitung der Lazarettabteilung im Betheler Studentenheim. Nach einer Reise nach Mitau im Kurland reorganisierte sie 1917 eine Anstalt für entlassene weibliche Fürsorgeflüchtlinge in Elberfeld und gründete 1918 ein Heim für Munitionarbeiterinnen in Rheda. Nachdem der Erste Weltkrieg vorbei war, zog Frieda von Bodelschwingh nach Erkner bei Berlin, wo sie eine Zuflucht für Frauen ohne Arbeit und Wohnung gründete und nun mit ihrer langjährigen Freundin und Helferin Schwester Marie Horstmann zusammen in einem kleinen Haus am Mühlenweg in Bethel, das ihr Vater vorsorglich hatte bauen lassen, lebte. 1944 schuf sie das „Weihnachtshäuschen“, wo sie viele Jahre unter anderem die Weihnachtsbescherung für die Bewohner Bethels vorbereitete und die Verteilung von Spendenpaketen organisierte.
Ab 1922 betreute Frieda von Bodelschwingh die in Bethel eintreffenden Wolgadeutschen und machte es sich zur Aufgabe, sich um wolgadeutsche Waisenkinder zu kümmern, die nach ihrer Abschiebung aus dem bolschewistischen Russland in Bethel ein Zuhause fanden.

### Reisen
Frieda von Bodelschwingh unternahm sehr gerne Reisen. 1913 machte sie mit ihrem Bruder Wilhelm eine Orientreise.
1916 reiste sie mit mehreren anderen Johanniterschwestern nach Mitau im Kurland zur Anstalt Tabor, wo es 400 geistig behinderten, epilepsiekranken und alten Bewohnern wegen der Kriegslage an Lebensmitteln und Kleidung fehlte. Die Diakone der Einrichtung waren in russische Kriegsgefangenschaft geraten und die einheimischen Mitarbeiter zum Militärdienst eingezogen worden. Die Schwesternschaft Tabors bestand größtenteils aus jungen lettischen Frauen, unter denen es viele Konflikte gab, während die Position der Leitungsebene verwaist war. Frieda von Bodelschwingh arbeitete daran, die Schwesternschaft einander anzunähern und brachte die Arbeit der Anstalt wieder in Gang.
1923 reiste Frieda von Bodelschwingh an die polnische Grenze, wo sie mit zwei Vertretern des Roten Kreuzes und des Vereins der Wolgadeutschen einen Flüchtlingszug der Wolgadeutschen erwartete. Um die Waisenkinder, die schwere Strapazen hinter sich hatten, kümmerte sie sich in der Folge in Bethel.
1925 begleitete sie ihren Bruder Friedrich zur Stockholmer Weltkirchenkonferenz. Als Patin der Missionarskinder bereiste sie 1930 die Missionsstationen in Tansania und machte sich zu einer Reise zu den Niederlassungen der Bethel-Mission in Ostafrika auf, von Tanga, der Küstenstadt, nach Wuga, zum Himmelfahrtsfest. 1947 machte sie sich zu Kollektenreisen nach Schweden und in die Schweiz auf, wo sie die Unterstützung dortiger Diakonissenmutterhäuser, die Holz für den Wiederaufbau des Sarepta Mutterhauses lieferten, erwirkte.

## Tod und Namensgebung
Frieda von Bodelschwingh verbrachte ihren Lebensabend in ihrem Geburtshaus, Friedrich von Bodelschwinghs erstem Betheler Pfarrhaus am Jägerbrink. Sie starb am 28. Mai 1958.
Im heutigen Stiftungsbereich der Altenpflege in Bethel ist ein Wohnstift für Betreutes Wohnen nach Frieda von Bodelschwingh benannt. Weiterhin gibt es im Haus Sarepta einen "Frieda-v. Bodelschwingh"-Saal, der für Seminare, Schulungen und Vorträge gebucht werden kann.